# (20828) Linchen
(20828) Linchen (2000 UO27) – planetoida z pasa głównego asteroid okrążająca Słońce w ciągu 3,71 lat w średniej odległości 2,4 j.a. Odkryta 24 października 2000 roku.